# Friedensstraße 4 (Düren)

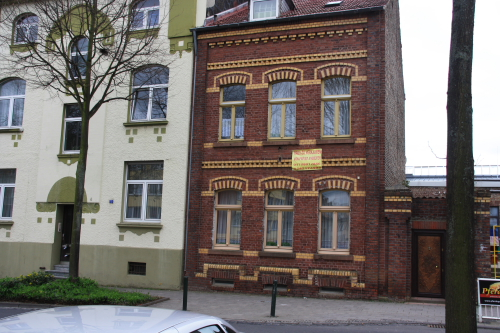
Das Gebäude in der Friedensstraße 4

Das Wohnhaus Friedensstraße 4 befindet sich in Düren in Nordrhein-Westfalen. 
Das Gebäude gehört zur ehemals papierverarbeitenden Fabrik Becker & Funck, später B. Lindner und Co. und steht östlich anschließend an das Fabrikgebäude in der Friedensstraße. 
Das zweigeschossige Wohnhaus hat drei Achsen und wurde um 1900 erbaut.
Das Bauwerk ist unter Nr. 1/119b in die Denkmalliste der Stadt Düren eingetragen.